# János Kádár
János Kádár /ˈjaːnoʃ ˈkaːdaːr/, (né Giovanni Czermanik, puis appelé János Csermanek) est un homme d'État hongrois né à Fiume (aujourd'hui Rijeka) le 26 mai 1912 et mort à Budapest le 6 juillet 1989. Il est de 1956 à 1988 le principal dirigeant de la République populaire de Hongrie.

## Biographie

### Un fidèle militant communiste
Enfant naturel, de condition modeste, de formation rudimentaire, il devient mécanicien de précision et militant syndical dès l’âge de 17 ans. Il adhère au mouvement communiste clandestin en 1931. Emprisonné, il monte dans la hiérarchie du parti et fait preuve d’un talent certain d’organisateur. En 1943, il est membre du Comité central qui décide de transformer le Parti des communistes de Hongrie en parti de la paix, prenant à la lettre la dissolution du Komintern.
En 1945, Kádár est un des espoirs du parti hongrois et occupe des postes de haute responsabilité : membre du bureau politique, secrétaire général adjoint, ministre de l’Intérieur, chef de la police secrète AVH (1948-1951).
Au sein du Parti des travailleurs hongrois, il sert la politique stalinienne de Mátyás Rákosi et ne critique pas l’inculpation, le procès et l’exécution de son camarade et ami László Rajk, qui l'avait précédé au ministère de l'Intérieur. Actif durant la politique de répression, il assiste personnellement à certains interrogatoires. Victime d’une purge, suspecté de titisme, il est lui-même emprisonné à cause de sa participation au comité central de 1943 et de sa décision de dissolution (1951-1953).

### Un instrument de la répression soviétique
Libéré en 1954 par Imre Nagy, Premier ministre d’un courant réformateur, il hésite à prendre parti entre les réformateurs et les staliniens. Pendant l’insurrection de Budapest du 23 octobre 1956, Kádár est d’abord favorable aux insurgés puis forme un contre-gouvernement qui soutient l’intervention soviétique. Il passe en Union soviétique puis y forme un « gouvernement ouvrier-paysan » qui fait appel, officiellement à l'aide de l'Armée rouge pour y rétablir le pouvoir socialiste. Le slogan qu'il utilise est « Qui n'est pas contre nous est avec nous ». L'ambassadeur soviétique à Budapest, Iouri Andropov, téléguide l'opération. La répression fait environ 2 500 morts. Imre Nagy et son ministre de la Défense, Pál Maléter, seront sommairement exécutés. Kádár est nommé chef du gouvernement après l’écrasement du mouvement national (1956-1958, 1961-1965).

### Un dirigeant réformateur
Il dirige de 1956 à 1988 le parti, reconstitué sous le nom de Parti socialiste ouvrier hongrois (premier secrétaire et membre du praesidium de 1956 à 1985, secrétaire général en 1985). S'il ne remet pas en cause la dictature du parti unique et le suivi de la politique étrangère soviétique (il participe à l'occupation de la Tchécoslovaquie en 1968), il s'emploie, tirant profit de la résignation des Hongrois après la dure répression de l'insurrection de 1956, à libéraliser le régime dans la limite du régime socialiste : ainsi, il atténue la répression anti-religieuse, diminue la censure et tolère une dissidence politique. La Hongrie ne suit pas Moscou dans tous les domaines comme le montre sa volonté à l'adhésion au Fonds monétaire international et la prise de contact avec la République fédérale d'Allemagne en 1967. Les passeports sont délivrés avec beaucoup de liberté et l’homosexualité dépénalisée en 1961. Des anciens dissidents reviennent en Hongrie et reçoivent des responsabilités importantes : le gouverneur de la banque centrale, nommé à la fin des années 1970, avait passé 15 ans en Australie. Kádár refuse d'appliquer une politique antisémite comme dans de nombreux pays de l'est, malgré l'antisémitisme de la société révélé par le « procès Rajk » tenu par son prédécesseur Mátyás Rákosi quelques années auparavant,. En 1968, il introduit certains mécanismes du marché dans l'économie et au début des années 1980, il laisse se développer des activités économiques privées. En 1986, le Primat de Hongrie, le cardinal Lekai, est même sollicité pour devenir député, poste qu'il refusera à la suite d'un veto formel de Jean-Paul II. Pour désigner cette période de leur histoire où ils jouissaient d'une toute relative liberté, les Hongrois parlaient alors de leur pays comme de « la baraque la plus gaie du camp socialiste ».
Cet allègement de la collectivisation a pour conséquence une augmentation du niveau de vie, au prix néanmoins d'un fort endettement public et d'une balance commerciale déficitaire,.
Malade, sombrant progressivement dans la sénilité, il est écarté du secrétariat général du Parti socialiste ouvrier hongrois (PSOH) en mai 1988 et son successeur Károly Grósz ne peut se maintenir longtemps au pouvoir, tant Kádár est allé loin dans les concessions. Le Parti renonce de lui-même à son rôle dirigeant au début de l'année 1989, ce qui ouvre la voie à l'effondrement du régime. Dès le mois de juillet 1989, la frontière avec l'Autriche est ouverte, ce qui provoque la ruée de réfugiés est-allemands et la chute du mur de Berlin, le 9 novembre 1989.
János Kádár est mort le 6 juillet 1989, le jour même où la Cour suprême de Hongrie réhabilitait solennellement Imre Nagy et ses compagnons, que Kádár avait fait exécuter en 1958, en déclarant nulle et non avenue leur condamnation, c’est-à-dire en détruisant la thèse politique de laquelle le régime de Kádár avait tiré sa légitimité.
Il a donné son nom au Kádár-kocka, modèle d'habitation standard construite massivement des années 1960 aux années 1980 dans la campagne hongroise.
Selon un sondage publié fin 2006, 65 % des Hongrois jugent que Kádár a joué un rôle positif dans l'histoire du pays.
La tombe de Kádár dans le cimetière Kerepesi à Budapest a été profanée le 1er mai 2007. Près de la tombe se trouvait une inscription disant qu'« un assassin et un traître ne peut reposer dans un sol sacré ». La plupart des ossements de Kádár, dont son crâne, ont été volés. L'urne contenant les cendres de sa femme a également disparu.